# Vaccinium virgatum
Vaccinium virgatum (thường được gọi là việt quất mắt thỏ, việt quất hoa nhỏ, việt quất đen phương nam) là một loài việt quất có nguồn gốc từ vùng đông nam Hoa Kỳ, trải dài từ Bắc Carolina đến phía nam Florida và phía tây Texas.

## Mô tả
Vaccinium virgatum là loài cây bụi rụng lá có chiều cao từ 1 - 1,8 mét và có thể lan rộng đến hơn 1 mét. Lá hẹp hình bầu dục, được xếp theo hình xoắn ốc, dài 7 – 8 cm, có màu đỏ đồng vào mùa xuân và xanh đậm khi phát triển. Hoa có màu trắng, dạng hình chuông, dài 5 mm. Quả mọng, đường kính 5 mm, có màu xanh thẫm hoặc đen, có phủ một lớp bột sáp mịn, mỏng, màu xanh xám. V. virgatum phát triển rất tốt trên đất chua và chịu được ít sâu bệnh. Chim và sóc rất ưa quả của loài này.

## Sinh sản

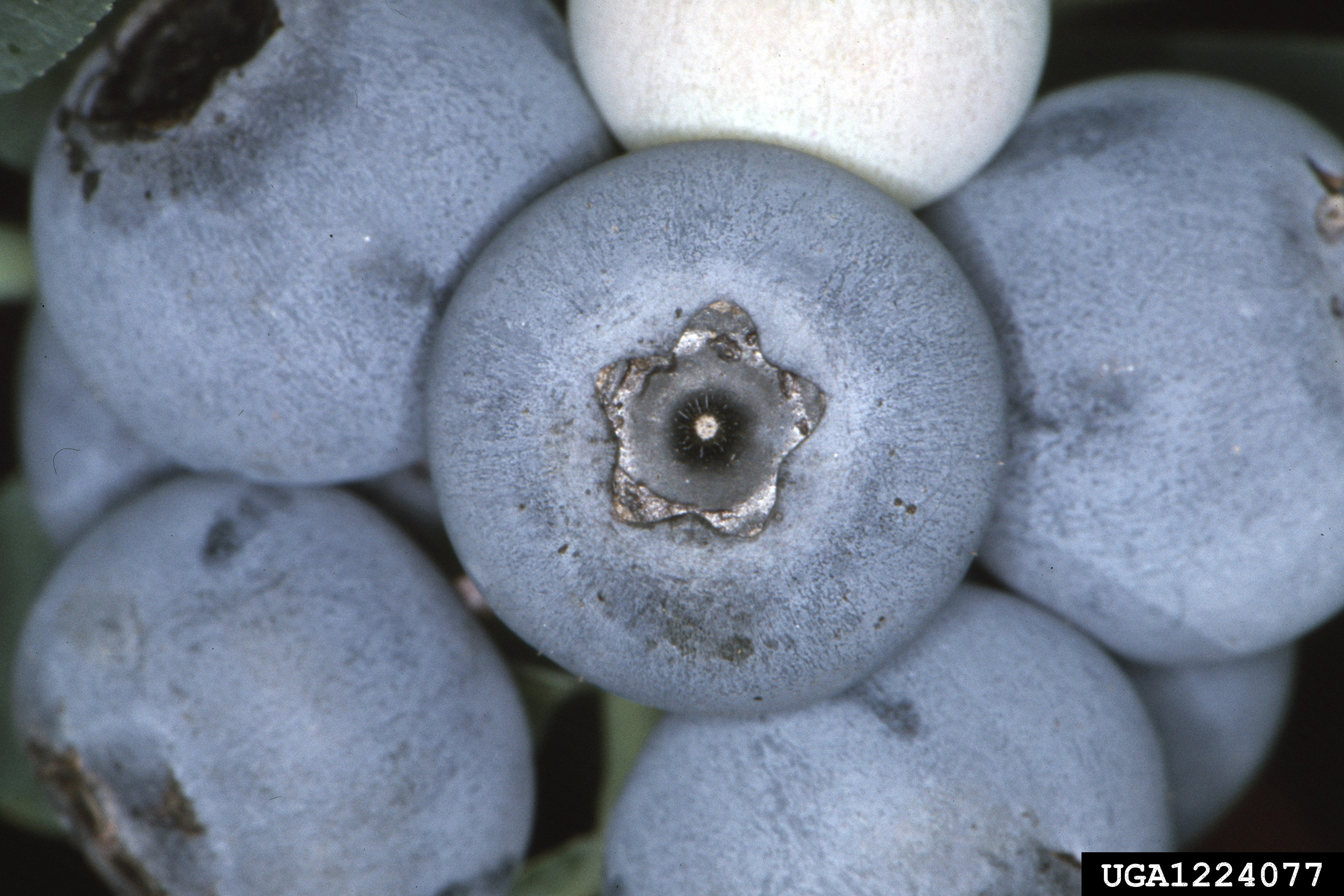
Quả của Vaccinium virgatum

Vaccinium virgatum không thể tự thụ phấn, và phải cần có hai hoặc nhiều loài mới có thể thụ phấn cho nhau. Ong mật không đem lại hiệu quả khi thụ phấn, ong bầu lại thường khoét những lỗ trên hoa để lấy mật chứ không thụ phấn. Tuy nhiên, V. virgatum được lại thụ phấn tốt bởi những loài ong khác, chẳng hạn loài ong việt quất đông nam Habropoda laboriosa.

## Sử dụng
Quả của V. virgatum có thể ăn được và được ép để sử dụng như một loại nước xốt và siro cho các loại bánh mì, bánh nướng xốp, bánh kếp và bánh ngọt. Chúng cũng có đặc tính làm giảm đau.
V. virgatum cũng được trồng làm cây cảnh bởi lá của nó mang sắc mùa thu, cam và đỏ tươi.